# دين كريمر
دين كريمر (بالإنجليزية: Dean Kremer)‏ هو لاعب كرة قاعدة أمريكي، ولد في 7 يناير 1996 في ستوكتون في الولايات المتحدة.

## وصلات خارجية
- دين كريمر على موقع دوري كرة القاعدة الرئيسي (الإنجليزية)
- دين كريمر على موقعبيزبول رفرنس.كوم (الدوري الثانوي) (الإنجليزية)
- دين كريمر على موقع إي إس بي إن.كوم (أم.أل.بي) (الإنجليزية)
- دين كريمر على موقع مشجعي الرسوم البيانية (الإنجليزية)